# Торбести мишки
Торбестите мишки (Dasyuridae) са семейство бозайници от разред Хищни торбести (Dasyuromorphia). Включва около 75 вида в 15 рода, които са разпространени в Австралия и Нова Гвинея. Повечето са дребни, с размера на домашна мишка, но има и по-едри видове като тасманийския дявол.

## Класификация
Семейство Торбести мишки
- Подсемейство Торбести белки (Dasyurinae)
  - Триб Dasyurini
    - Род Dasycercus
    - Род Dasykaluta
    - Род Dasyuroides – Двугребенестоопашата торбеста мишка
    - Род Dasyurus
    - Род Myoictis
    - Род Neophascogale
    - Род Parantechinus
    - Род Phascolosorex – Раирани торбести плъхове
    - Род Pseudantechinus – Дебелоопашати торбести мишки
    - Род Sarcophilus

  - Триб Phascogalini
    - Род Antechinus – Широколапи торбести мишки
    - Род Micromurexia
    - Род Murexechinus
    - Род Murexia
    - Род Paramurexia
    - Род Phascomurexia
    - Род Phascogale
- Подсемейство Същински торбести мишки (Sminthopsinae)
  - Триб Sminthopsini
    - Род Antechinomys – Торбест тушканчик
    - Род Ningaui
    - Род Sminthopsis – Теснолапи торбести мишки

  - Триб Planigalini
    - Род Planigale – Плоскоглави торбести мишки